# Lixing-lès-Saint-Avold

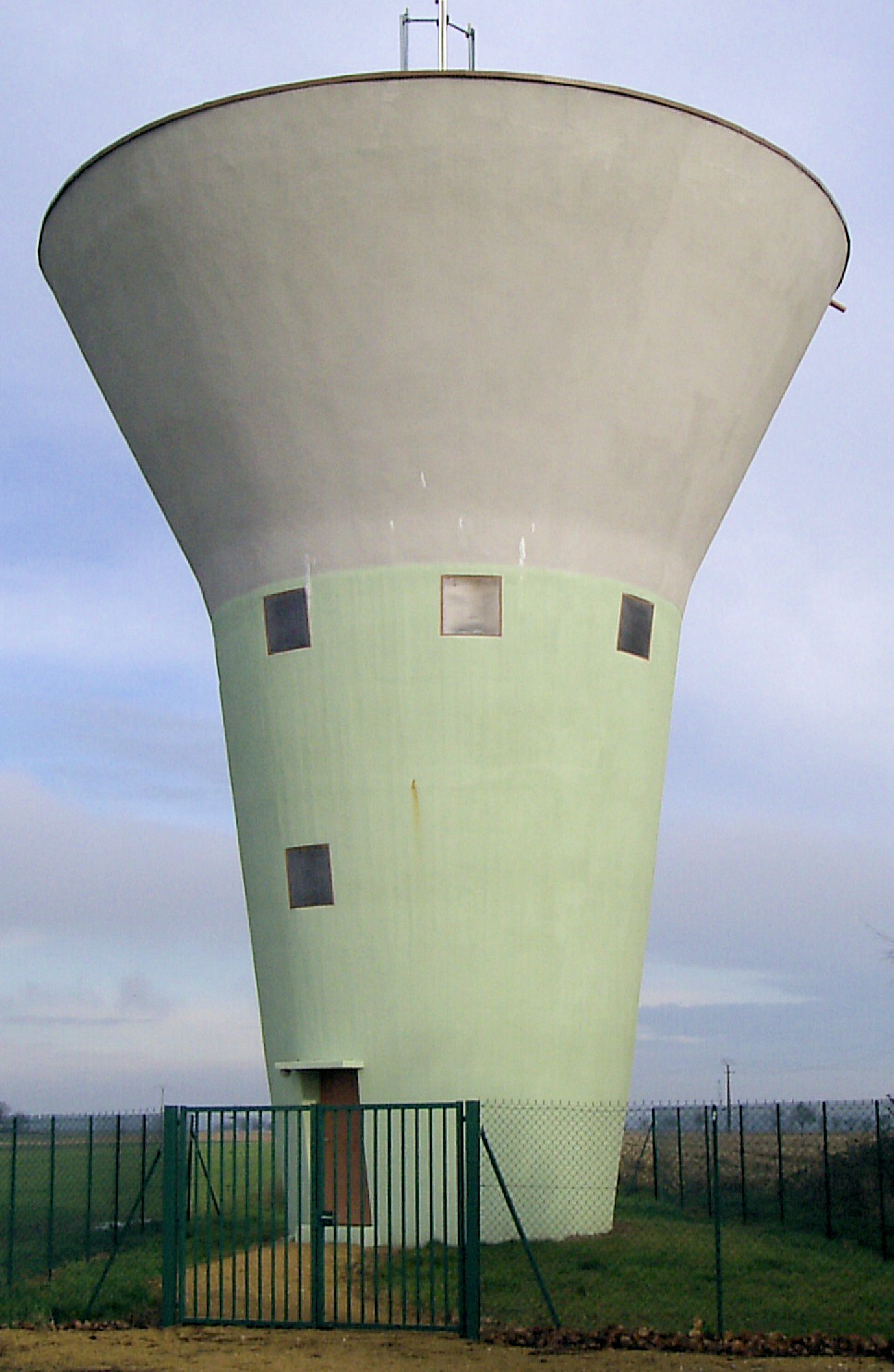
Wasserturm in Lixing-lès-Saint-Avold

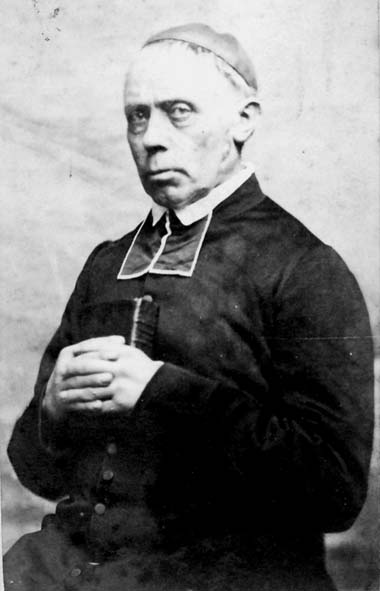
Johann Michael Schang, berühmter Sohn der Gemeinde

Lixing-lès-Saint-Avold (deutsch Lixingen bei St. Avold; 1801 noch mit der Schreibweise Lixin) ist eine französische Gemeinde mit 672 Einwohnern (Stand 1. Januar 2022) im Département Moselle in der Region Grand Est (bis 2015 Lothringen). Sie gehört zum Arrondissement Forbach-Boulay-Moselle und zum Gemeindeverband Saint-Avold Synergie.

## Geografie
Die Gemeinde Lixing-lès-Saint-Avold liegt acht Kilometer südlich der ehemaligen Bergbaustadt Saint-Avold und ca. 15 Kilometer von der Grenze zum Saarland entfernt. Bis zum Ende der Feudalzeit gehörte der Ort zum Herzogtum Lothringen, Herrschaft Bolchen (Boulay). 
Zwei Drittel des 6,2 km² umfassenden Gemeindegebietes sind von Acker- und Grünlandflächen sowie bebauten Grundstücken geprägt, ein Drittel im Südwesten ist von Wald bedeckt. Das Gelände um die auf einem Höhenrücken gelegene Gemeinde fällt nach Westen und Süden zu den Quellbächen ab, die den Ruisseau du Bischwald speisen, einem kleinen der Deutschen Nied zufließenden Bach. Am höchsten und nördlichsten Punkt des bebauten Areals wurde ein Wasserturm errichtet.
Südwestlich von Lixing-lès-Saint-Avold befindet sich das brachliegende Gelände mit einer 2500 m langen Start- und Landebahn der Base aérienne Grostenquin, einer Luftwaffenbasis der Royal Canadian Air Force, die von 1952 bis 1964 bestand.
Nachbargemeinden von Lixing-lès-Saint-Avold sind Vahl-Ebersing im Norden, Laning im Osten, Grostenquin und Bistroff im Süden sowie Lelling im Westen.

## Wappen
Der Bischofsstab und die Alérions entsprechen dem Wappen der bischöflichen Kastellanei von Hombourg-Haut, von der Lixing abhängig war. Das Schildlein in der Mitte symbolisiert die Herren von Créhange, die in Lixing begütert waren.

## Bevölkerungsentwicklung
| Jahr      | 1875 | 1962 | 1968 | 1975 | 1982 | 1990 | 1999 | 2006 | 2013 | 2021 |
| Einwohner | 450  | 435  | 566  | 682  | 695  | 672  | 720  | 721  | 699  | 670  |

Im Jahr 1800 wurde mit 334 Bewohnern die bisher niedrigste Einwohnerzahl ermittelt. Die Zahlen basieren auf den Daten von cassini.ehess und INSEE.

## Sehenswürdigkeiten
- Kapelle Saint-Barthélemy mit einer Statue aus dem 18. Jahrhundert

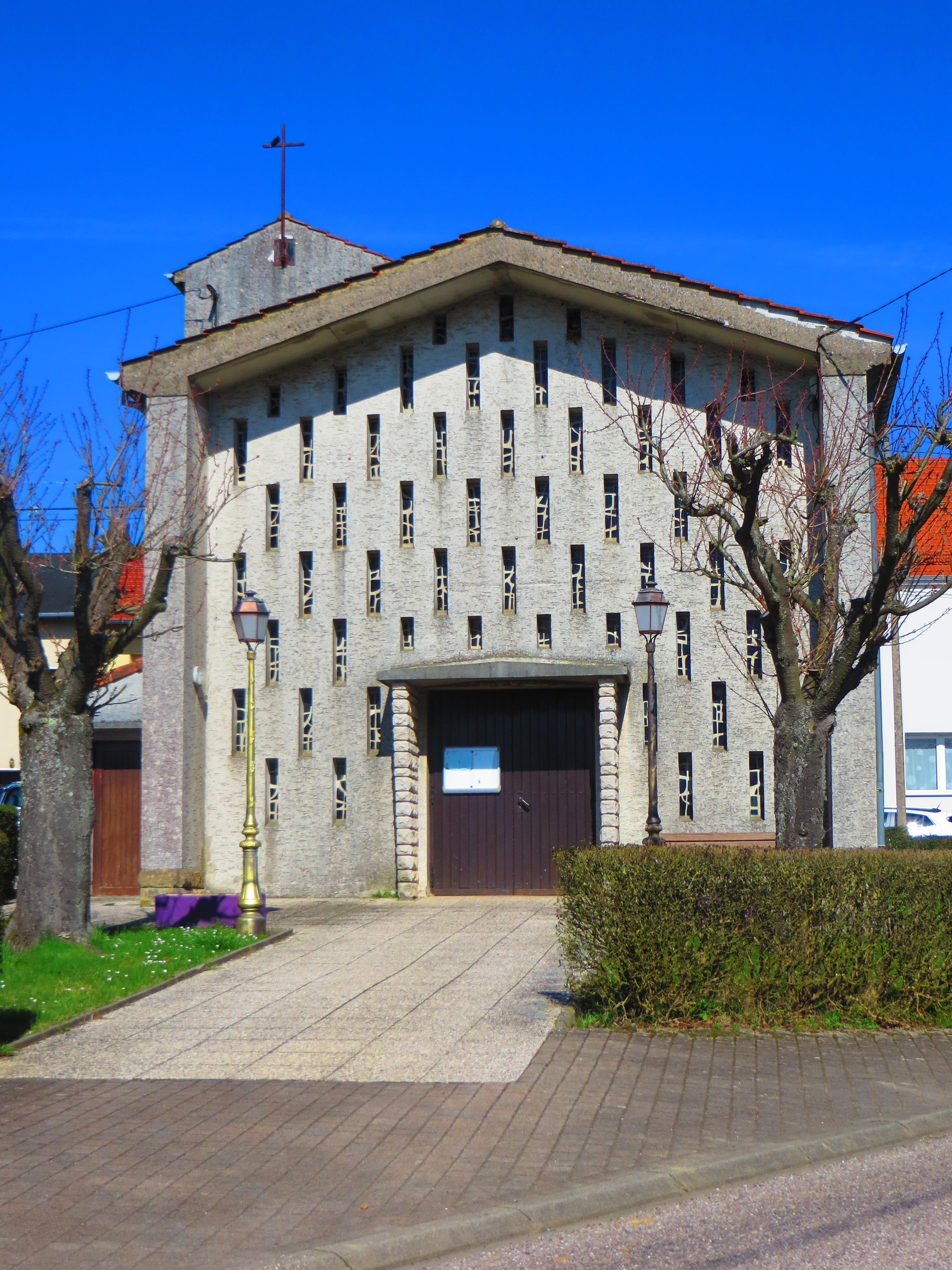
Kirche Saint-Barthélemy

## Wirtschaft und Infrastruktur
Die Einwohner von Lixing-lès-Saint-Avold leben von kleinen Handwerksbetrieben oder pendeln in die Industriebetriebe um Saint-Avold. In der Gemeinde sind darüber hinaus vier Landwirtschaftsbetriebe ansässig (hauptsächlich Getreideanbau).
Die Départementsstraße 22 von Dieuze nach Saint-Avold führt in Nord-Süd-Richtung durch Lixing. Der nächste Bahnhof liegt im nahen Saint-Avold an der Bahnlinie Metz−Forbach.

## Persönlichkeiten
- Johann Michael Schang (1757–1842), bedeutender und heiligenähnlich verehrter katholischer Priester in den Bistümern Mainz und Speyer.

## Belege
1. ↑  Ortsname auf cassini.ehess.fr
2. ↑  Wappenbeschreibung auf genealogie-lorraine.fr (französisch)
3. ↑  Lixing-lès-Saint-Avold auf cassini.ehess
4. ↑  Lixing-lès-Saint-Avold auf INSEE
5. ↑  Landwirtschaftsbetriebe auf annuaire-mairie.fr (französisch)